# Mont Campbell
Hugo Martin Montgomery Campbell, cunoscut în trecut ca Mont Campbell, acum ca Dirk Campbell (n. 30 decembrie 1950, Ismalia, Egipt) este un muzician britanic de rock progresiv, cel mai cunoscut ca membru al trupei Egg.

## Discografie
- Music from a Round Tower (1996)
- Music from a Walled Garden (2009)